# 李壬癸
李壬癸（1936年9月20日—），中華民國語言學家，臺灣南島語言學者，中央研究院院士，被尊稱為「臺灣南島語言研究之父」。

## 生平

### 早年生涯
1936年9月20日，李壬癸出生於臺灣宜蘭縣冬山鄉的詔安客家農戶，為家中最年幼的男生，幼年曾經以放牛為生。冬山國小畢業後，先後進入羅東中學和宜蘭中學完成初中及高中的學業。因家境欠佳，李壬癸中學期間常須打工貼補家用。為了節省家裡的開支，1955年進入全額公費的台灣師範大學英語系。目睹了1957年臺北市長選舉中，國民黨籍的市長候選人黃啓瑞在選舉期間受到師大安排在朝會上對全體師生講話，黨外的高玉樹卻從未有同樣的機會。讓師大學生覺得非常不公平。:41
畢業後，李壬癸先後任教於建國中學及台北第二女中（今中山女中）。1963年取得美國密西根大學碩士學位，並於師範大學擔任英語系講師。1967年赴美國夏威夷大學攻讀語言學博士學位，1968年夏天隨三位師友一起到南太平洋地區新赫布里底群島（今萬那杜）進行田野調查，開始著迷於語言學。隔年夏天應聘至東加洛林群島編寫土著語言教材，觀察到當地語言與臺灣南島語言有關聯，因此計畫返台進行田野調查。在李方桂院士的安排下，李壬癸進入中央研究院歷史語言研究所任職，同時撰寫博士論文，並於1973年取得博士學位。

### 研究生涯
取得博士學位後，李壬癸先是擔任新加坡南洋大學語言中心助教授，後於臺灣大學考古人類學系擔任客座副教授，主要研究各種臺灣南島語言和方言，研究範圍包括了已消失的幾種平埔族語言。1970年代至1980年代之間，台灣從事南島語言調查研究的人可謂鳳毛麟角，李壬癸幾乎是一個人獨立進行此方面的研究工作。
1987年起榮獲國家科學及技術委員會「語言學研究傑出獎」共4次，1996年榮獲中華民國教育部的「原住民母語研究著作特殊貢獻獎」，1998年獲教育部「人文及社會科學類科學術獎」，2002年則榮獲中華民國行政院頒發的「傑出科技榮譽獎」，2005年榮獲台美文教基金會頒發的「傑出人才成就獎」和台灣語言學會頒贈的「終身成就獎」，2006年獲選為中央研究院院士，2008年1月當選為美國語言學會榮譽會士。2009年獲頒總統科學獎，為該獎項開辦以來，第二位社會科學領域獲獎者。

## 學術成就
李壬癸對台灣的南島語言進行全方位的研究，使臺灣成為國際南島語言學研究重鎮之一，與夏威夷大學和澳洲國立大學齊名。
李壬癸的研究也發現台灣南島語言的歧異度最大，且保留最多古語特徵，因此目前學界公認台灣最有可能為南島民族的起源地。此外，李壬癸在釐清語言之間的親疏遠近關係之後，繪製出首張「臺灣南島民族遷移圖」，並首次為現存的15種臺灣南島語言制訂了書寫的文字系統，於1992年為中華民國教育部公告使用。

## 榮譽
- 行政院國家科學委員會語言學研究傑出獎（1987年、1995年、1998年、2000年）、優等獎（1989年-1993年）、特約研究（2001年-2007年）、傑出特約研究員獎（2008年）
- 教育部八十三年度獎助母語研究著作優等及甲等獎
- 教育部八十五年度獎助原住民母語研究著作特殊貢獻獎
- 教育部第四十一屆人文及社會科學類科學術獎
- 教育部八十八年度獎勵原住民教育及語言研究著作優等獎及甲等獎
- 行政院原住民委員會第四屆促進原住民社會發展有功團體暨人士獎
- 教育部九十年度獎勵原住民民族文化研究著作優等獎
- 教育部九十一年度獎勵原住民教育文化研究著作優等獎
- 行政院九十一年傑出科技榮譽獎
- 台美基金會傑出人才成就獎（2005年）
- 臺灣語言學會九十四年度大會終身成就獎
- 中央研究院第二十六屆院士
- 臺灣師範大學第七屆傑出校友獎
- 中央研究院特等服務獎章（2007年）
- 美國語言學會榮譽會士（2008年）
- 2009年總統科學獎
- 國立清華大學榮譽講座教授（2010年-2013年）

### 腳註
1. 1 2 3 4 5 6  . academicians.sinica.edu.tw.   [2020-03-24]. （原始内容存档于2021-01-19）.
2. 1 2 3 4 5   (PDF).   [2020-03-25]. （原始内容存档 (PDF)于2018-01-25）.
3. ↑  李壬癸. . 臺北: 中央研究院近代史研究所. 2017年7月初版. ISBN 978-986-05-2861-9.

### 文獻
- Chang, Henry Yungli, Lillian Mei-chin Huang, and Dah-an Ho (eds.). Streams converging into an ocean: festschrift in honor of Professor Paul Jen-kuei Li on his 70th birthday [百川匯海: 李壬癸先生七秩壽慶論文集]. Taipei: Institute of Linguistics, Academia Sinica, 2006.
- Curriculum Vitae
- 李壬癸,"八十自述—珍惜臺灣南島語言的人",臺北南港,中央研究院近代史研究所出版,2017年7月. ISBN 978-986-05-2861-9

## 參閲
- 台灣語言學家列表

## 外部連結
- 中研院李壬癸從南島語系研究　發現南島民族的起源地就在臺灣